# Walt Disney Parks and Resorts
 For alternative betydninger, se Disneyland (flertydig). (Se også artikler, som begynder med Disneyland)
Walt Disney Parks and Resorts (Disneyland) er en kæde af temaparker og et datterselskab til The Walt Disney Company. Temaerne er Disneytegnefilmsfigurer. Den første åbnede i Anaheim, Californien i juli 1955 og hedder i dag Disneyland Park Californien.

## Disney temaparker
Disney driver i dag følgende Disney temaparker:
- Disneyland Park Californien, Anaheim, Californien
- Walt Disney World Resort (tidligere Disney World) i Orlando Florida (verdens største forlystelseskompleks)
- Disneyland Resort Paris i Frankrig tæt ved Paris
- Tokyo Disneyland nær Tokyo Japan
- Hong Kong Disneyland Resort, Hong Kong, Kina og
- Shanghai Disney Resort, Shanghai, Kina (åbnede juni 2016)

## Eksterne links
- Wikimedia Commons har flere filer relateret til Walt Disney Parks and Resorts

| Portal | Portal:Disney |

| Firma | Spire Denne artikel om et firma eller en virksomhed i USA er en spire som bør udbygges. Du er velkommen til at hjælpe Wikipedia ved at udvide den. |